# Finale del campionato mondiale di calcio 1990
(Gianni Brera)
La finale del campionato mondiale di calcio 1990 è stata una partita di calcio disputata l'8 luglio 1990 allo Stadio Olimpico di Roma, in Italia. Essa determinò la vittoria della Germania Ovest sull'Argentina al campionato del mondo 1990, con il risultato di 1-0 ottenuto grazie a una rete di Andreas Brehme a cinque minuti dal termine.
Fu una delle finali meno spettacolari che la storia dei campionati del mondo ricordi e si trattò della seconda tra argentini e tedeschi dopo quella di quattro anni prima in Messico al Campionato mondiale di calcio 1986, che vide la vittoria dell'albiceleste.

## Le squadre
| Squadra        | Finali disputate in precedenza (il grassetto indica la vittoria) |
| -------------- | ---------------------------------------------------------------- |
| Germania Ovest | 5 (1954, 1966, 1974, 1982, 1986)                                 |
| Argentina      | 3 (1930, 1978, 1986)                                             |

## Cammino verso la finale
La Germania Ovest si aggiudicò il primo posto del gruppo D con due vittorie e un pareggio rispettivamente contro Jugoslavia, Emirati Arabi Uniti e Colombia. Nella fase a eliminazione diretta, i tedeschi superarono agli ottavi i campioni d'Europa in carica dei Paesi Bassi (2-1), ai quarti la Cecoslovacchia (1-0) e in semifinale l'Inghilterra (4-3 ai tiri di rigore, dopo l'1-1 dei tempi supplementari). Accolti con grandi perplessità alla vigilia del mondiale, i tedeschi mostrarono un bel gioco e non faticarono a raggiungere la finale, trascinati anche dagli interisti Brehme, Klinsmann e, soprattutto, Matthäus. Si trattava della terza finale consecutiva per i tedeschi, dopo quelle perse nelle edizioni di Spagna 1982 e – proprio contro gli argentini – di Messico 1986.
L'Argentina, infatti, si presentò in Italia come campione del mondo in carica, in quanto vincitrice dell'edizione messicana di quattro anni prima. Una volta alla fase finale della kermesse, i sudamericani raggiunsero la fase a eliminazione diretta come terzi classificati nel gruppo B, con una sconfitta, una vittoria e un pareggio, rispettivamente contro Camerun (0-1), Unione Sovietica (2-0) e Romania (1-1). In seguito, sconfissero agli ottavi i rivali storici del Brasile (1-0), ai quarti la Jugoslavia (3-2 ai rigori dopo lo 0-0 dei supplementari) e in semifinale i tre volte campioni e padroni di casa dell'Italia (4-3 ai rigori dopo l'1-1 dei supplementari). Per tutto il mondiale, l'albiceleste non espresse un gran gioco, bensì un catenaccio difensivo che puntava in attacco principalmente sul talento di Maradona, presentatosi all'appuntamento iridato comunque in condizioni precarie a causa di un ematoma alla caviglia sinistra, e sulle ripartenze di Caniggia.

### Tabella riassuntiva del percorso
Note: In ogni risultato sottostante, il punteggio della finalista è menzionato per primo.
| Pos. | Squadra             | Pt | G | V | N | P | GF | GS | DR |
| ---- | ------------------- | -- | - | - | - | - | -- | -- | -- |
| 1.   | Germania Ovest      | 5  | 3 | 2 | 1 | 0 | 10 | 3  | +7 |
| 2.   | Jugoslavia          | 4  | 3 | 2 | 0 | 1 | 6  | 5  | +1 |
| 3.   | Colombia            | 3  | 3 | 1 | 1 | 1 | 3  | 2  | +1 |
| 4.   | Emirati Arabi Uniti | 0  | 3 | 0 | 0 | 3 | 2  | 11 | −9 |

| Pos. | Squadra          | Pt | G | V | N | P | GF | GS | DR |
| ---- | ---------------- | -- | - | - | - | - | -- | -- | -- |
| 1.   | Camerun          | 4  | 3 | 2 | 0 | 1 | 3  | 5  | −2 |
| 2.   | Romania          | 3  | 3 | 1 | 1 | 1 | 4  | 3  | +1 |
| 3.   | Argentina        | 3  | 3 | 1 | 1 | 1 | 3  | 2  | +1 |
| 4.   | Unione Sovietica | 2  | 3 | 1 | 0 | 2 | 4  | 4  | 0  |

## Il prepartita
Non ci furono importanti variazioni nella Germania che poteva, al contrario dell'albiceleste, schierare i suoi undici titolari. Beckenbauer comandò a Buchwald di marcare a uomo Maradona.
Alla vigilia della finale, l'Argentina non poteva contare su quattro titolari (gli squalificati Caniggia, Giusti e Olarticoechea, più Batista) e aveva pure un Maradona acciaccato a un piede. Bilardo si vide costretto a schierare un centrocampo di gregari per frenare le rapide avanzate dei tedeschi. 

## Descrizione della partita

Il difensore tedesco Buchwald riuscì ad annullare completamente Maradona, non lasciandogli battere più di una punizione dal limite.

A Roma, in uno stadio Olimpico gremito si ripeté la finale Germania Ovest-Argentina, quattro anni dopo la vittoria dell'albiceleste a Città del Messico. La partita era la stessa, ma il divario tra le due squadre era nettamente cambiato in favore dei tedeschi. I sudamericani campioni del mondo in carica non erano infatti all'altezza della spedizione messicana, con un Maradona infortunato e in fase calante.
Il pubblico italiano presente allo stadio, condizionato dalla sconfitta dell'Italia in semifinale contro l'Argentina, fischiò l'esecuzione dell'inno nazionale argentino. L'episodio suscitò la rabbia di Maradona, che, consapevole di essere ripreso dalle telecamere, ripeté hijos de puta ("figli di puttana") all'indirizzo dei tifosi italiani.

Il contestato rigore calciato da Brehme che sancì la vittoria dei tedeschi

Sotto il profilo del gioco la partita fu deludente, con due squadre tese e bloccate in difesa. L'albiceleste giocava con le riserve e, conscia della propria inferiorità tecnica, preferì chiudersi in difesa. In tutta la partita Maradona non riuscì mai a esprimersi ai suoi livelli sia per l'infortunio che per la marcatura a uomo di Buchwald. La Germania, sebbene più aggressiva degli argentini, non riuscì né a superare la difesa avversaria né a impostare uno schema degno della sua fama, preferendo così tener palla e aspettare l'occasione giusta per ferire la difesa argentina.
All'inizio della ripresa i tedeschi protestarono per un intervento di Goycoechea su Augenthaler in area di rigore; al 78' furono invece gli argentini a recriminare, per un presunto fallo in area commesso da Matthäus ai danni di Calderón. Nel mezzo, al 65' l'Argentina rimase in dieci a causa dell'espulsione di Monzón per un duro intervento su Klinsmann. L'equilibrio si ruppe a sette minuti dal termine, quando l'arbitro Edgardo Codesal Méndez, dopo non aver sanzionato un contatto nell'area tedesca subìto dall'argentino Dezotti, concesse un calcio di rigore ai teutonici per un intervento di Sensini su Völler; tali episodi e le relative decisioni arbitrali furono oggetto di dure contestazioni da parte dei giocatori sudamericani: Maradona venne ammonito, e l'Argentina rimase in nove per l'espulsione di Dezotti dovuta alle vibranti proteste. Dopo una lunga interruzione, Brehme trasformò il tiro dal dischetto.
L'assalto finale della squadra argentina, in netta inferiorità numerica, non modificò il risultato. Il mondiale italiano terminò, dunque, con la Germania Ovest campione per la terza volta e al suo ultimo atto ufficiale con tale nome; tre mesi dopo avvenne la riunificazione con la Germania Est e da quel momento la squadra, recante il titolo sportivo degli occidentali, si chiamò solo Germania.

## Tabellino
| Arbitro: | Codesal Méndez |

|                   |           |  |
| Brehme 85’ (rig.) | Marcatori |  |

| Germania Ovest | Argentina |

| Germania Ovest (5-3-2) |    |                   |  |     |  |     |
|                        |    |                   |  |     |  |     |
| P                      | 1  | Bodo Illgner      |  |     |  |     |
| D                      | 14 | Thomas Berthold   |  |     |  | 73' |
| D                      | 6  | Guido Buchwald    |  |     |  |     |
| D                      | 5  | Klaus Augenthaler |  |     |  |     |
| D                      | 4  | Jürgen Kohler     |  |     |  |     |
| D                      | 3  | Andreas Brehme    |  |     |  |     |
| C                      | 8  | Thomas Häßler     |  |     |  |     |
| C                      | 10 | Lothar Matthäus   |  |     |  |     |
| C                      | 7  | Pierre Littbarski |  |     |  |     |
| A                      | 9  | Rudi Völler       |  | 52' |  |     |
| A                      | 18 | Jürgen Klinsmann  |  |     |  |     |
| Sostituzioni:          |    |                   |  |     |  |     |
| D                      | 2  | Stefan Reuter     |  |     |  | 73' |
| CT:                    |    |                   |  |     |  |     |
| Franz Beckenbauer      |    |                   |  |     |  |     |

| Argentina (3-5-1-1) |    |                        |  |         |  |     |
|                     |    |                        |  |         |  |     |
| P                   | 12 | Sergio Goycochea       |  |         |  |     |
| D                   | 18 | José Serrizuela        |  |         |  |     |
| D                   | 20 | Juan Simón             |  |         |  |     |
| D                   | 19 | Oscar Ruggeri          |  |         |  | 46' |
| C                   | 4  | José Basualdo          |  |         |  |     |
| C                   | 7  | Jorge Burruchaga       |  |         |  | 53' |
| C                   | 13 | Néstor Lorenzo         |  |         |  |     |
| C                   | 21 | Pedro Troglio          |  | 84'     |  |     |
| C                   | 17 | Roberto Néstor Sensini |  |         |  |     |
| A                   | 10 | Diego Armando Maradona |  | 87'     |  |     |
| A                   | 9  | Gustavo Dezotti        |  | 5’, 87’ |  |     |
| Sostituzioni:       |    |                        |  |         |  |     |
| C                   | 15 | Pedro Monzón           |  | 65'     |  | 46' |
| C                   | 6  | Gabriel Calderón       |  |         |  | 53' |
| CT:                 |    |                        |  |         |  |     |
| Carlos Bilardo      |    |                        |  |         |  |     |

| Assistenti arbitrali: Armando Pérez Hoyos (Colombia) Michał Listkiewicz (Polonia) |

## Statistiche

Uno sconsolato Maradona al termine della finale

- La Germania Ovest fu la prima nazionale a raggiungere tre finali consecutivamente: fu infatti già finalista nel 1982 e nel 1986, uscendone sconfitta in entrambe le occasioni; questo primato fu poi eguagliato dal Brasile, con le tre finali consecutive disputate nel 1994, 1998 e 2002.
- Ci fu la prima riedizione, tra l'altro consecutiva, di una finale precedente: già nel 1986 Argentina e Germania furono opposte in finale, anche se quella volta la vittoria andò ai sudamericani. Le due nazionali si riaffrontarono nuovamente in finale nel 2014, con vittoria dei tedeschi.
- Pedro Monzón dell'Argentina divenne il primo giocatore espulso in una finale di Coppa del Mondo. Fu poco dopo seguito dal suo compagno di squadra Gustavo Dezotti.
- Per la prima volta la squadra sconfitta non andò a segno; di conseguenza, il tedesco Bodo Illgner divenne il primo portiere a non subire reti in una finale.
- Per la prima volta una finale tra una squadra sudamericana e una europea si concluse con la vittoria di quest'ultima.

## Dopo la partita
Il giornalista italiano Gianni Brera disse che era stata la finale peggiore alla quale avesse mai assistito. Biasimò l'inconcludenza tedesca, ma l'ostinazione difensiva della Argentina non gli dispiacque affatto. L'albiceleste giocava con quattro riserve, una punta che militava nella Cremonese (Gustavo Dezotti), Maradona con un piede acciaccato e davanti a un pubblico ostile. Maradona continuò ad accusare la «mafia» per la sconfitta della sua squadra. L'arbitro messicano Codesal Méndez, per altre storie, venne momentaneamente espulso dalla sua federazione per corruzione.